# 泰克山麓比辛根
泰克山麓比辛根（德語：Bissingen an der Teck，發音：[ˈbɪsɪŋən ʔan deːɐ̯ ˈtɛk]）是德国巴登-符腾堡州斯图加特行政区埃斯林根县的市镇，面积17.06平方千米，2023年12月31日人口为3,475人。